# 229777 ENIAC
229777 ENIAC è un asteroide della fascia principale. Scoperto nel 2008, presenta un'orbita caratterizzata da un semiasse maggiore pari a 2,8566602 au e da un'eccentricità di 0,0791310, inclinata di 9,15014° rispetto all'eclittica.
L'asteroide è dedicato all'omonimo computer, il primo per uso generale della storia.